# August Haarmann
August Haarmann (4. srpna 1840, Blankenstein – 7. srpna 1913, Osnabrück) byl metalurg a vynálezce.

## Život
August Haarmann byl učebnicový případem selfmademana, tj. člověka, který se vypracoval vlastním úsilím. Narodil se do rodiny pekaře, která neoplývala bohatstvím. Po absolvování základní školy studoval na obchodní škole v Bochumi. Chtěl získat vyšší vzdělání, ale neměl peníze na studium. Proto pracoval pět let jako horník v dolech a během svého obtížného zaměstnání si odkládal peníze na studia. Poté absolvoval Berliner Gewerbeakademie (berlínskou obchodní akademii). Po studiu se rozhodl pro práci v hutnictví. Začal pracovat jako dělník v pudlovně Steinhauser Hütte ve Wittenu. Brzy se stal provozním vedoucím a následně členem vedení Henrichshütte v Hattingenu. Zcela zásadní etapou jeho života bylo působení v představenstva Eisen- und Stahlwerke Osnabrück, dceřiné společnosti Georgs-Marien-Bergwerks- und Hütten-Verein (GMV). V obou firmách pracoval jako ředitel.

## Úspěchy
V Georgs-Marien Hütte byla zásluhou Augusta Haarmanna postavena první válcovna poháněná elektřinou.
August Haarmann vytvořil nejrozsáhlejší světovou sbírku na téma železničního svršku, kterou věnoval tehdejšímu Muzeu dopravy a stavebnictví (Muzeum dopravy a stavitelství v Berlíně). Přivezl do Německa důlní vozík s kolejí vyrobený v polovině 16. století, který objevili v dole poblíž města Brada (Rumunsko) v roce 1889.

## Veřejná činnost
- prezident Osnabrücké obchodní komory
- člen představenstva Svazu německých hutníků
- místopředseda Svazu německý sléváren železa
- železniční rada[5]
- radní na magistrátu v Osnabrücku

## Ocenění
V roce 1903 byl Augustu Haarmannovi udělen Technickou vysokou školou v Charlotteburgu čestný doktorát. V roce 1907 obdržel od Svazu německých železářů (Verein Deutscher Eisenhüttenleute) medaili Carl-Lueg-Denkmünze.

## Technologický skok
V 19. století došlo k objevům a vynálezům, které přispěly k levnější výrobě oceli. Nízká cena oceli byla příležitostí k nahrazení dosud používaných dřevěných pražců pražci ocelovými. August Haarmann byl metalurg a ředitel železáren a měl na prosazování ocelových pražců zájem. Použil tak ocelové pražce na spojovací trati Georgs-Marien-Hütte-Hasbergen v délce 1 km. August Haarmann se účastnil různých konferencí, kde propagoval stavbu železničního svršku svého systému. Na Srazu německých lesníků v Braunschweigu v září 1896 měl přednášku: „Malé železnice pro lesnický průmysl".

## Vynálezy

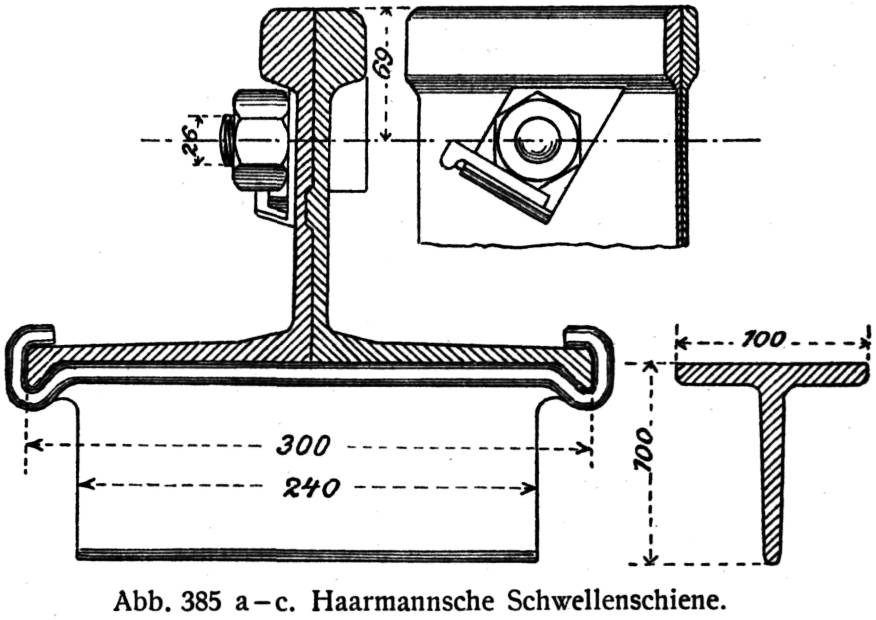
Dělená kolejnice Haarmann

August Haarmann zkoumal problematiku železničního svršku vědeckými metodami. O svých experimentech se svým systémem a konkurenčním systémem vynálezce Hilfa napsal studii "O hodnotě různých konstrukcí svršku, zejména ve vztahu ke svisle působícím silám". Ve srovnání s několika konkurenčními ocelovými pražci měl Haarmannův pražec nejlepší parametry.
Železniční svršek pro dočasné dráhy využívané v lesích, dolech a cukrovarech měl výhodu v jednoduché montáži, která umožňovala opakované použití při změnách trasy. Tuto výhodu dosavadní průmyslové dráhy s dřevěnými pražci neměly. Rychlost položení úzkorozchodných kolejnic systému Haarmann byla 400 metrů za dvě hodiny.
Jedním z vynálezů Augusta Haarmanna byla kolejnice, která byla sestavena ze dvou stejných dílů. Tyto díly připomínaly svisle rozřezanou Vignolovu (širokopatní) kolejnici. Obě poloviny se montovaly s přesahem, tak, aby kolejnicový styk byl střídavě na levé a pravé polovině kolejnice a byla tak zajištěna klidnější jízda.
Žlábkovou kolejnici, kterou vyžadovala stavba tramvajových tratí v ulicích Lipska, řešil August Haarmann podobným způsobem. Dvě asymetrické kolejnice byly sešroubovány; mezeru (žlábek) mezi těmito kolejnicemi vytvořila vložená menší kolejnice. Toto řešení vyhovovalo do doby než byla zvládnuta technologie válcování žlábkové kolejnice (huť Phönix v Porúří).
Dne 9. srpna 1877 získal August Haarmann patent u Císařského patentového úřadu v Berlíně na železniční svršek (Eisenbahnoberbau); číslo patentu 255 ve třídě číslo 19. Podstata vynálezu spočívala v podélných pražcích, na kterých byly šrouby upevněny Vignolovy kolejnice. Rozchod koleje byl zajištěn umístěním příčných pražců ve větších vzdálenostech. Tento systém byl použit na berlínské městské dráze. Podélné pražce byly řešením, které odstranilo některé problémy kolejového styku.
August Haarmann byl plodný vynálezce, který patentoval postupně několik technických řešení:
- 1879: hákové svorky
- 1899: příčný pražec, který je proti prohnutí zesílen žebry[18]
- 1899: podkladnice s čepem, která upevňuje kolejnici k pražci jedním šroubem
- 1901: podpěra pod kolejový styk mezi pražci
- 1901: kolejový svršek s podélnými (kontinuálními) pražci
- 1907: podkladnice s háky, která upevňuje kolejnici k pražci jedním šroubem[11]
- 1911: pružná svorka pro upnutí kolejnice k pražci
- 1912: pružná svorka pro upnutí kolejnice k pražci